# Jordi Ballester Benito
Jordi Ballester Benito (Nules, 1974) és un actor valencià de cinema, televisió i teatre. Titulat en Art dramàtic en el Col·legi de Teatre de Barcelona i en el Institut del Teatre de la mateixa ciutat, sent deixeble de Bob McAndrew.

## Trajectòria[calcitació]
En televisió ha treballat com a protagonista o secundari fix en sèries de Canal Nou com Senyor retor, Negocis de família, Les Moreres, En l'aire o Altra oportunitat. Ha fet altres papers en Àngels i Sants (TV3), Laberint d'ombres (TV3), Nissaga de Poder (TV3), Policías (Antena 3), Un Paso Adelante (Antena 3), Periodistas (Tele 5), Amar en tiempos revueltos (TVE) i Los hombres de Paco (Antena 3). Interpreta a un dels personatges fixos de la sèrie La família Mata d'Antena 3, en 2009 interpreta Luigi en la sèrie 90-60-90, diario secreto de una adolescente i en 2010 fa un cameo en la sèrie La que se avecina en el paper d'Adrian, policia municipal.
En cinema ha treballat en les pel·lícules Mar adentro d'Alejandro Amenábar, Lola de Miguel Hermoso, El juego del ahorcado de Manuel Gómez Pereira, De espaldas al mar de Guillermo Escalona i El caso de la novia dividida de Joan Miramon.
En el seu currículum teatral hi ha més de 15 obres de teatre a València, Barcelona i Madrid. És membre fundador de les companyies Veu a dins i La manflota a València i Mendax teatre a Barcelona.

## Filmografia
Cine
| Any  | Títol                                      | Personatge           |
| ---- | ------------------------------------------ | -------------------- |
| 2004 | Mar adentro                                | -                    |
| 2006 | El caso de la novia dividida               | Riera                |
| 2007 | Lola                                       | César                |
| 2007 | El juego del ahorcado                      | Sergent              |
| 2010 | Di Di Hollywood                            | Ajudant de teleserie |
| 2015 | Agosto del 34                              | Antonio Conde (jove) |
| 2015 | Chiamatemi Francesco - Il Papa della gente | -                    |
| 2016 | Nubes rojas                                | Pinkerton            |

Televisió
- Laberint d'ombres - (1999)
- El cor de la ciutat - (2001)
- Periodistas - (2002)
- Un paso adelante - (2002)
- Policías - (2003)
- Àngels i sants - (2006)
- Les moreres - (2007)
- Altra oportunitat - (2008)
- Los hombres de Paco - (2008)
- La familia mata - (2009)
- 90-60-90 Diario secreto de una adolescente - (2009)
- La que se avecina - (2010)
- Senyor retor - (2011)
- Gran nord - (2012)
- Amar es para siempre - (2013)
- Kubala Moreno y Manchón - (2014)
- El ministerio del tiempo - (2015)
- Cuentame como pasó - (2016)
- Centro médico - (2016)
- La forastera - (2019)